# Distrito de Mañazo

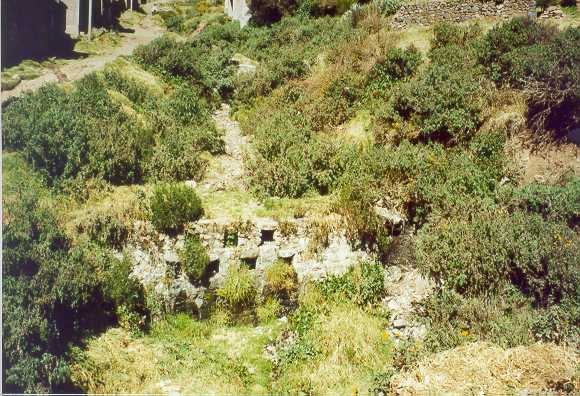
Presa filtrante en Mañazo.

El distrito de Mañazo es uno de los quince que conforman la provincia de Puno ubicada en el departamento de Puno en el Sur del Perú.
Desde el punto de vista jerárquico de la Iglesia católica forma parte de la diócesis de Puno en la arquidiócesis de Arequipa.

## Ubicación geográfica
Ubicado en el Altiplano a una altitud de 3 926 m sobre el nivel del mar, a 44 km de la ciudad de Puno. Está situado a 4 horas en autobús de Arequipa principal centro urbano del sur de Perú, de donde las artesanas compran sus principales insumos.
EXTENSION:
El distrito de Mañazo tiene una extensión de 410.67Km2 que representa el 17.35% de la extensión provincial de Puno se caracteriza por encontrarse en la zona alto andina, la morfología de la extensión territorial está conformado de las mapas, llanuras, quebradas de roca fija y suelta a lo largo del tramo el suelo está representado de pendientes, zona se caracteriza por las extensiones pastizales por ejemplo, el ichu, pastos naturales y otros que son condiciones aceptables para producción pecuaria, de donde se obtiene, fibra de alpaca y llama, carne de camélido, vacuno y ovino. 
LIMITES
El distrito tiene los siguientes límites: 
- Por el norte, limita con el distrito de Cabanillas de la provincia de San Román.
- Por el noreste con el distrito de Cabana, provincia de San Román.
- Por el sur, limita con el distrito de San Antonio de Esquilachi de la provincia de Puno.
- Por el este, con el distrito de Vilque de la provincia de Puno.
- Y por el oeste, con el distrito de Ichuña del departamento de Moquegua.

## Historia
El distrito fue creado mediante Ley N.º 11980 del 30 de enero de 1953, en el gobierno de Manuel Odría. Es un distrito joven denominado la futura cuenca lechera del departamento de Puno.

## Población
Según el censo peruano de 2007 la población actualmente es de 5451 habitantes, de los cuales 51,1 % viven en el área rural y el 48,9 % el área urbana.

## División administrativa
El área total del distrito de 410,67 km², distribuidos entre comunidades campesinas y centros poblados menores.

### Centros poblados
- Charamaya
- Cari-Cari

### Comunidades
- Conaviri
- Añazani
- Huilamocco
- Andamarka
- Chaupiayllu
- Copani del Rosario
- Laripata
- Tolapalca
- Quemilluni
- San Juan de Quearaya
- Canllacollo
- Putuscuma
- Ccahualla
- Humapalla

### Barrios
Barrio central (barrio principal), San Isidro, Santa Rosa, Alfonso Ugarte, Barrio Vista Alegre, Alto Alianza y Santa Bárbara.

## Hitos urbanos
Destaca su centenaria plaza de Armas, su hermoso templo colonial y sus pintorescas calles empedradas.Barrio más antiguo San Isidro, Alto Alianza y Alfonso Ugarte.

## Autoridades
MUNICIPALIDAD DISTRITAL DE MAÑAZO
- 2019 - 2022
  - Alcalde: Lic. Miguel Gabriel Quispe Achata.
  - Regidores:

  1. Abog. Atilio  Abraham Ccalla Carpio.
  2. Bach. Ninfa Yomira Apaza Romero.
  3. Bach. Jady Cutipa Pino.
  4. Tec. Agustín Rufino Coaquira Checca.
  5. PNP(r) Santiago Edgar Zaira Burgos.

'COMISION DE REGIDORES PERIODO 2019'
1.- COMISION DE EDUCACION, CULTURA, DEPORTE, RELACIONES INTERINSTITUCIONAL.
```
   PRESIDENTE : Regidora Ninfa Yomira Apaza Romero
```

2.- COMISION DE ADMINISTRACION Y DESARROLLO DE LAS EMPRESAS DE SERVICIO Y AGROPECUARIO MUNICIPALES.
```
   PRESIDENTE : Regidora Jady Cutipa Pino.
```

3.- COMISION DESARROLLO COMUNAL Y URBANO, PROYECTOS Y TRANSPORTE.
```
   PRESIDENTE : Regidor Atilio Abraham Ccalla Carpio.
```

4.- COMISION VASO DE LECHE Y DEMUNA.
```
   PRESIDENTE : Regidor Agustín Rufino Coaquira Checca.
```

5.- COMISION DE COMERCIO SANEAMIENTO AMBIENTAL, SALUD Y RENTAS.
```
   PRESIDENTE : Regidor Santiago Edgar Zaira Burgos.
```

## Turismo
- CENTRO ARQUEOLÓGICO MONUMENTAL DE "MARKAWI"
- EL IMPRESIONANTE NEVADO DE "SAN CRISTOBAL DE KUALLAKI"
- EL BOSQUE COLONIAL DE "KAKINGORA"
- Las minas los Rosales y Santiago zona alpaquera cp.Charamaya, Copani Rosario y Andamarca

ACTIVIDADES ECONÓMICAS DE LA ZONA
Los pobladores del Distrito de Mañazo en su gran mayoría son de escasos recursos económicos pues dependen fundamentalmente de la actividad agropecuaria (supeditados a factores climatológicos y la baja calidad genética de los animales), producen principalmente para el autoconsumo, donde una de las actividades principales de la población es la crianza de animales como camélidos principalmente la alpaca y llama, ovinos y vacunos, asimismo producen carne de alpaca y otros, los cuales son para el autoconsumo. Las familias campesinas que viven a lo largo del I y II Tramo, considerados como población afectada está conformado de las comunidades de Conaviri, Charamaya, Copani Rosario, Quemilluni y Tolapalca, cuya economía se sustenta en la actividad pecuaria y seguido en menor proporción por la actividad agricultura; donde el clima es el factor determinante en la producción pecuaria y agricultura, ya que las altas oscilaciones de temperatura muy fría (helada) y la muy poca estacionalidad de las lluvias generan un alto riesgo productivo ocasionando importantes pérdidas de ganado y cultivos de la zona. 
CALENDARIO COMUNAL AGROFESTIVO
ENERO
- La corrida de los Reyes magos
- Aporque de las sembríos
FEBRERO 
- Carnaval (uywa t'inkay, chakra t'inkay)
- Elección de la reina del carnaval
- Concurso de danzas carnavalescas
MARZO
- Semana Santa (qura hampi pallay)
ABRIL
- Inicio de la cosecha
MAYO
- San Isidro Labrador
- 16 Aniversario IEP. 70011 Mañazo
- 17 Aniversario del Distrito.
- Fiesta de las cruces: Canllacollo, Collini, Conaviri, Pucarilla, San Juan de Quearaya, Qheri, Moroquea,
JUNIO
- Aniversario del CP. Charamaya (5 de junio)
- La jura de la bandera
- Aniversario del CP. Caricari  (18 de junio)
- Elaboración del chuño y tunta
- San Juan (uwiha takuy)
- Año nuevo andino
JULIO
- San Santiago
- Siembra de milli (con riego)
- Aniversario del Perú
AGOSTO
- Construcción de casas
- Matrimonios
- Santa Rosa de lima
SETIEMBRE
- Inicio de la siembra: Quinua, oca, izaño, papaliza
- Inicio de las lluvias
- Fiesta de la Natividad (Qullpani, 8 de septiembre)
- San Miguel  (Caricari)
OCTUBRE
- Siembra de papa
- Señor de los Milagros
NOVIEMBRE
- Recepción de los fieles difuntos
- San Martín de Porres
DICIEMBRE 
- Fiesta patronal: Inmaculada Concepción (8 de diciembre)
- Navidad